# Station Granollers Centre
Granollers Centre is een spoorwegstation van ADIF aan de oostrand van de stad Granollers in de Catalaanse regio Vallès Oriental. Het station ligt aan de spoorlijn Barcelona – Cerbère en wordt bediend door de lijnen R2 en R2 Nord en R8 van de Rodalies de Catalunya en lijn R11 van de regionale treinen, geëxploiteerd door Renfe Operadora.
Het oude station werd in 1854 in gebruik genomen samen met de spoorlijn Barcelona – Granollers, die door de Compañía de los Caminos de Hierro de Barcelona a Granollers was gebouwd.
Stadsbussen en enkele intercitybussen stoppen naast het station, waardoor het een klein multimodaal trein-busknooppunt is. In 2023 telde het 2.302.000 passagiers.